# Poster.tv
poster.tv war ein deutscher Mediendienst, der nur über die Empfangseinheiten der poster.tv GmbH zu empfangen war. Der Sender nahm zum 1. Oktober 2005 seinen Betrieb auf und übertrug rund um die Uhr eine sich stündlich wiederholende Programmschleife. Die Ausstrahlung der Inhalte erfolgte digital über TCP/IP.  Der Betrieb wurde ungefähr Mitte 2008 wieder eingestellt und am 30. Juli 2009 wurde das Insolvenzfahren der poster.tv GmbH eröffnet.

## Programmkonzept
Der Sender richtete sich nicht an Privathaushalte, sondern an die Kunden von Dienstleistungsbetrieben wie Gastronomie, Fitnessstudios und den Einzelhandel.
Alle Inhalte wurden komplett tonlos ausgestrahlt, da viele Gastronomiebetriebe und Freizeiteinrichtungen ein eigenes Musikkonzept verfolgen. Die Programmschleife von poster.tv enthielt neben einigen Bildergalerien Nachrichten aus den Sparten Politik, Kultur und Sport. Die Länge der Sendungen war dabei auf maximal eine Minute ausgelegt, da in möglichst kurzer Zeit eine maximale Zuschauerzahl erreicht werden sollte.
Zusätzlich zu den eigentlichen Programminhalten konnten die Betreiber der Empfangsanlagen  das Programm durch eigene Inhalte in Form von Text- und Bildpräsentationen personalisieren.

## Verbreitung
Im Dezember 2007 konnte mit Sony der erste nationale Werbekunde gewonnen werden und es wurden 1.400 Empfangsanlagen betrieben.
poster.tv erreichte in Spitzenzeiten im Juni 2008 2106 installierte Empfangsanlagen.

## Empfang
Das Programm wurde über Internet übertragen und konnte nicht mit handelsüblichen Fernsehern empfangen werden. Die Ausstrahlung zur Anlage erfolgte vollständig über GPRS / UMTS. Durch die Verbreitungsweise war der Sender technisch gesehen der Kategorie Digital Signage zuzuweisen.

## Insolvenz
Am 30. Juli 2009 ging poster.tv in die Insolvenz, nachdem der Betrieb schon 2008 eingestellt worden war.